# Ken Liu

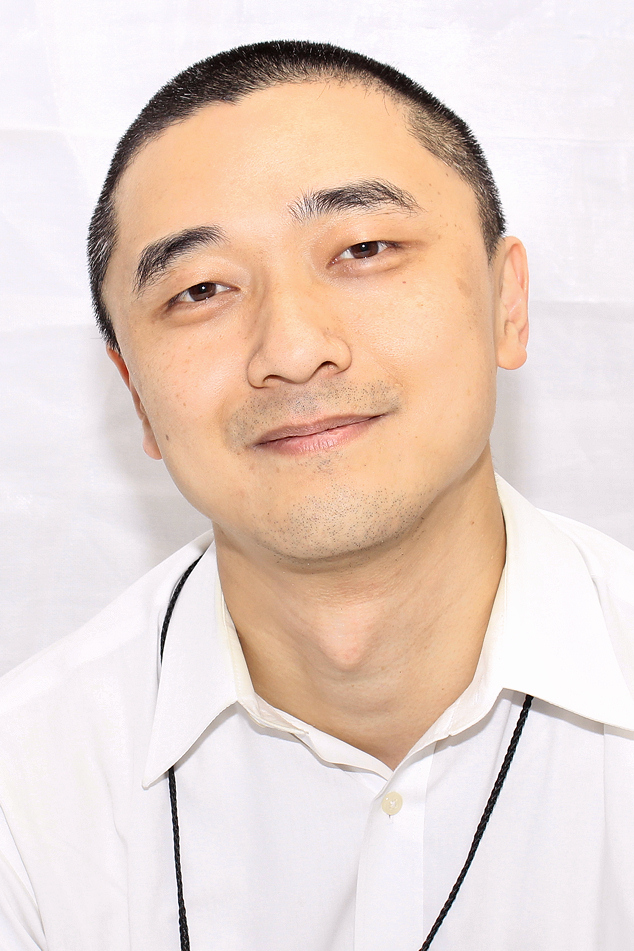
Ken Liu

Ken Liu (chinesisch 劉宇昆 / 刘宇昆, Pinyin Liu Yǔkūn; geboren 1976 in Lanzhou, China) ist ein sino-amerikanischer Science-Fiction-Schriftsteller, Anwalt und Programmierer.

## Leben
Ken Liu kam im Alter von 11 Jahren in die Vereinigten Staaten. Zunächst lebte er in Palo Alto, Kalifornien, später in Waterford, Connecticut. Liu erwarb seinen Bachelor of Arts in Englisch am Harvard College und arbeitete mehrere Jahre im Technologiebereich, bevor er seinen D. Jur. an der Harvard Law School erwarb und im Patentrecht tätig wurde. Derzeit lebt er in Quincy, Massachusetts mit seiner Frau Lisa Tang Liu und ihren zwei Töchtern. Zu seinen Hobbys zählt das Sammeln und Reparieren alter Schreibmaschinen.

## Wirken
Ken Lius Kurzgeschichten sind in The Magazine of Fantasy & Science Fiction, Asimov’s Science Fiction, Analog Science Fiction and Fact, Lightspeed, Clarkesworld Magazine und anderen Magazinen erschienen sowie in mehreren Anthologien, unter anderem Year’s Best SF. Seine Kurzgeschichte The Paper Menagerie ist das erste Prosawerk, das sowohl den Nebula Award als auch den Hugo Award und den World Fantasy Award gewann. Darüber hinaus gewann er u. a. den Hugo 2013 für seine Kurzgeschichte Mono no aware und sein Kurzroman The Man Who Ended History: A Documentary war 2011 für den „Hugo“ nominiert. Einige seiner Kurzgeschichten wurden ins Chinesische, Japanische und Französische übersetzt.
Liu hat ab 2008 auch selber mehrere Science-Fiction-Titel und andere Literatur vom Chinesischen ins Englische übersetzt. Seine Übersetzung von Liu Cixins Three-body problem gewann den „Hugo“ 2015. Dies war das erste Mal, dass diese Auszeichnung an einen übersetzten Roman ging. Die Kurzgeschichte Mono no Aware wurde 2013 mit dem Hugo Award für die beste Kurzgeschichte ausgezeichnet. Mono no aware ist ein zentrales ästhetisches Konzept der japanischen Kultur, das die Vergänglichkeit der Dinge und das damit verbundene tiefe Empfinden von Schönheit und Traurigkeit beschreibt. Inspiriert von Werken wie dem Science-Fiction-Manga Yokohama Kaidashi Kikō wollte Liu eine „Ästhetik“ heraufbeschwören, die vor allem darauf abzielt, im Leser „Empathie für das unvermeidliche Vergehen aller Dinge zu wecken“ und „die Bedeutung der Erinnerung und der Kontinuität mit der Vergangenheit“ anzuerkennen.
Lius Debütroman The Grace of Kings seiner The-Dandelion-Dynasty-High-Fantasy-Reihe ist 2015 bei Saga Press erschienen und wurde mit dem Locus Award für das beste Fantasy-Debüt 2016 ausgezeichnet. 2016 mit The Wall of Storms fortgesetzt, erschien die Reihe im Deutschen bei Knaur als Trilogie (The Wall of Storms wurde lt. DNB in zwei Teile gesplittet) unter dem Titel Seidenkrieger bzw. Die Legenden von Dara. Der erste Band wurde von Knaur noch als Hardcover, Taschenbuch und E-Book vorgelegt, der zweite Band als Taschenbuch und E-Book und der dritte Band wegen zu geringer Absatzzahlen der Vorgängerbände nur noch als E-Book.

## Auszeichnungen

### Preisträger
- 2011: Nebula Award, Kategorie „Best Short Story“: The Paper Menagerie.
- 2012: Hugo Award, Kategorie „Best Short Story“: The Paper Menagerie.
- 2012: World Fantasy Award, Kategorie „Best Short Fiction“: The Paper Menagerie.
- 2012: Science Fiction & Fantasy Translation Awards, Kategorie Short Form – Übersetzung aus dem Chinesischen von The Fish of Lijiang von Chen Qiufan[11]
- 2013: Hugo Award, Kategorie „Best Short Story“: Mono no aware.
- 2013: FantLab’s Book of the Year Award, Kategorie „best Translated Novella or Short Story“: Mono no aware.
- 2013: FantLab’s Book of the Year Award, Kategorie „best On-line publication in Small Form“: The Paper Menagerie.
- 2015: Hugo Award, Kategorie „Best Novel“: The Three-Body Problem. von Cixin Liu, übersetzt von Ken Liu
- 2015: Sidewise Award for Alternate History: The Long Haul. From the Annals of Transportation. The Pacific Monthly, May 2009.
- 2016: Locus Award für das beste Roman-Debüt mit The Grace of Kings.
- 2017: Locus Award für die Sammlung The Paper Menagerie and Other Stories.
- 2021: Locus Award für die Sammlung The Hidden Girl and Other Stories

### Nominierungen
- 2011: Nebula Award, Kategorie „Best Novella“: The Man Who Ended History: A Documentary.
- 2012: Theodore Sturgeon Award, Finalist: The Man Who Ended History: A Documentary und The Paper Menagerie.
- 2012: Locus Award für die beste Kurzgeschichte, Finalist: The Paper Menagerie.
- 2012: Hugo Award, Kategorie „Best Novella“: The Man Who Ended History: A Documentary.
- 2013: Nebula Award, Kategorie „Best Novella“: All the Flavors.[12]
- 2013: Nebula Award, Kategorie „Best Novelette“: The Waves.[12]
- 2013: Nebula Award, Kategorie „Best Short Story“: The Bookmaking Habits of Select Species.[12]
- 2014: Sidewise Award for Alternate History: A Brief History of the Trans-Pacific Tunnel.[13]
- 2014: Nebula Award, Kategorie „Best Novelette“: The Litagation Master and the Monkey King[14]
- 2015: Nebula Award, Kategorie „Best Novel“: The Three-Body Problem. von Cixin Liu, übersetzt von Ken Liu.[15]
- 2015: Nebula Award, Kategorie „Best Novella“: The Regular.[15]

## Bibliografie

### Romane
- Star Wars – die Legenden von Luke Skywalker. Ins Deutsche übertragen von Andreas Kasprzak, Stefan Schimek u. Tobias Toneguzzo. Panini Books, Stuttgart 2017. ISBN 978-3-8332-3570-2.

#### Seidenkrieger-Trilogie
- Die Schwerter von Dara – Seidenkrieger (Die Legenden von Dara 1). Aus dem Amerikanischen von Katharina Naumann. Knaur, München 2016. HC-Ausgabe: ISBN 978-3-426-65399-9; TB-Ausgabe (2017): ISBN 978-3-426-51906-6.

Originaltitel: The grace of kings – The Dandelion Dynasty. Saga Press, 2015. ISBN 978-1-4814-2427-1
- Die Götter von Dara – Seidenkrieger (Die Legenden von Dara 2). Aus dem Amerikanischen von Katharina Naumann. Knaur, München 2018. ISBN 978-3-426-51907-3.

Originaltitel: The Wall of Storms – The Dandelion Dynasty. Saga Press, 2016. ISBN 978-1-4814-2430-1 (Erste Hälfte daraus in der deutschen Übersetzung).
- Die Stürme von Dara – Seidenkrieger (Die Legenden von Dara 3). Aus dem Amerikanischen von Katharina Naumann. Knaur, München 2019. Nur als E-Book: ISBN 978-3-426-45074-1.

Originaltitel: The Wall of Storms – The Dandelion Dynasty. (Zweite Hälfte daraus in der deutschen Übersetzung).

### Übersetzungen aus dem Chinesischen
- Ma Boyong: The City of Silence. In: World SF Blog, November 2011.[16]
- Ma Boyong: The Mark Twain Robots. In: TRSF (September 2011), Sonderveröffentlichung von MIT’s Technology Review.
- Chen Qiufan: The Fish of Lijiang. In: Clarkesworld Magazine. August 2011.[17]
- Chen Qiufan: The Flowers of Shazui. In: Interzone, November 2012.
- Liu Cixin:  Taking Care of God. In: Pathlight, März 2012.[18]
- Xia Jia: A Hundred Ghosts Parade Tonight. In: Clarkesworld Magazine. Februar 2012.[19]
- Liu Cixin: The Three-Body Problem. (三体, 2008; dt. Die drei Sonnen, 2017). Tor Books, November 2014.